# إليسابيث ماكينتير
كانت إليسابيث ماكينتير (الاسم عند الولادة إليسابيث إينيس ماكينتير، يلفظ أيضًا إليزابيث ماكينتير 1916 - 2014) كاتبة ورسامة أسترالية. ألفت ماكينتير بشكل رئيسي كتب صور للأطفال ورسوم متحركة، إلا أنها ألفت أيضًا رسومًا متحركة للبالغين وروايات للبالغين الشبان. وينظر لها بأنها «مساندة متحمسة لدعم البيئة والحيوانات الأسترالية في حقبة كانت فيها غالبية كتب الأطفال تستورد من إنجلترا». جذبت كتب الأطفال التي ألفتها الأنظار بسبب رسومها المليئة بالحيوية واللامعة وقصصها «المؤثرة» والتي كان «من غير الممكن مقاومتها» (كان العديد منها قصصًا مقفاة)، استخدمت الكلمات والأسطر بشكل فعال ودون استطراد. حققت ماكينتير نجاحًا في الأسواق الأسترالية والأمريكية والبريطانية، وترجمت بعض رواياتها أيضًا إلى الألمانية واليابانية. أشهر أعمالها هي أمبروس كانغارو وسوسان ومن يعيش في أستراليا (نشرت أيضًا باسم كاثرين) وحديقة حيوان زو التي نالت عليها جائزة كتاب السنة للأطفال في أستراليا: كتاب الصور في عام 1965.

## سيرتها
ولدت ماكينتير في سيدني في 1 من شهر نوفمبر من عام 1916، وكانت ابنة جون نورمان ماكينتير، مالك حظيرة بالقرب من بوركتاون، كوينزلاند الشمالية، وزوجته لاورا ميني (الاسم عند الولادة ريندال). كان لدى ماكينتير شقيق وشقيقة، (الكاتبة المسرحية بيغي سي ماكينتير)، وكبرت في ولاية نيوساوث نيلز. كان جدها، دونالد ماكينتير، مالك حظيرة دالغونالي في كوينزلاند الشمالية، ابن عم الرحالة دانكن ماكينتير. أصيبت ماكينتير بالصمم خلال سنوات مراهقتها نتيجة تعرضه لحادث. والتحقت بمدرسة القواعد الأولى التابعة لكنيسة إنجلترا في سيدني، ومن ثم بثانوية بورال. درست ماكينتير الفنون التجارية في كلية شرق سيدني التقنية، ونسبت الفضل إلى ثيا بروكتور لتشجيعها وإلهامها في الفن. وعملت كمصممة جرافيك مع شركة طباعة في وولومولو في البداية، حيث كانت أول وظيفة لها تصميم بطاقات عرض، ومن ثم في شركة تسويق، حيث صممت صابون ومستحضرات تجميل. خلال الحرب العالمية الثانية، عملت ماكينتير كقاطفة فاكهة في جيش نساء الأرض. وتزوجت الفنان جون روي إلديرشو نحو العام 1950، وأنجب الثنائي ابنة وعاشا في نارابين في منطقة نورثرن بيتشز في سيدني. عند نهاية زواجهما، اتخذت ماكينتير وظائف أخرى، من بينها العمل في قسم العرض في متجر ديفيد جونز الشامل.

## المسيرة المهنية

### أمبروس كانغارو
وضعت ماكينتير مخططات أولية لألعاب وكتب الأطفال في الوقت الذي كانت تعمل فيه على المهام الموكلة لها في وكالة التسويق. نشرت ماكينتير كتابها الأول، أمبروس كانغارو، في سيدني في عام 1941. وأرسلته أيضًا إلى دار سكريبنر للنشر في الولايات المتحدة التي نشرتها في السنة التالية. واعتُبر الكتاب رائعًا من قبل أحد النقاد الكنديين، ورأى النقاد الأمريكيون أن أمبروس كان كتابًا «مضحكًا بشكل مبهج»، «ومسليًا تمامًا ككتاب فيرديناند الثور». كتب أحد النقاد الأمريكيين، «لم تبدو الكناغر في أي يوم [بهذا الشكل]، ولم يكن بوسعنا تصور أمبروس يثير إعجاب الجمهور الشاب ببنطاله الأزرق ومرتديًا ما يشير إلى قبعة صفراء بين أذنيه الكبيرتين». أحب النقاد الأستراليون أيضًا أمبروس كانغارو ووجدوها قصة «لا تقاوم»، «تسحر الفئة الأصغر عمريًا». طبعت أمبروس طبعات أسترالية عديدة، وطبعت مجددًا في كتب أخرى مثل أمبروس كانغارو مشغول اليوم (1944)، أمبروس كانغارو يذهب إلى البلدة (1964) وأمبروس كانغارو يحضر البضائع (1978). منذ عام 1945، أنتجت أمبروس كانغارو في شرائط هزلية لصحيفة السنداي تيليغراف، سيدني، لنحو 11 عامًا، وأنتجت كارتون تلفزيوني لأمبروس كانغارو عرض على تلفزيون إيه بي سي منذ عام 1958.

### شرائط هزلية
ألفت ماكينتير أيضًا العديد من الشرائط الهزلية الأخرى خلال الخمسينيات من القرن العشرين. عرض أحد هذه الشرائط جورج، «طفل صغير مجتهد أراد أن يعرف كل شيء عن أستراليا»، ونشر في ميلبورن وأنابيل الذي نشر في مجلة المرأة الأسترالية الأسبوعية، «سكرتيرة مرحة غير مسؤولة ومزعجة وبعيدة عن أن تكون مثالية ... لا تستطيع التعامل مع الحب»، وأم التي كانت كارتونًا أسبوعيًا في مجلة نسائية أخرى كانت «مشقاتها وتجاربها سيرة ذاتية بشكل رئيسي» وفقًا لماكينتير.

### كتب صور معلومات
بعد نشر أمبروس في الولايات المتحدة الأمريكية في عام 1942، طلبت دار سكريبنيرز للنشر من ماكينتير أن تكتب عن أستراليا لجمهور أمريكي، نظرًا إلى تواجد عدد كبير من الجنود الأمريكيين في أستراليا، ونشرت في وقت لاحق في أستراليا في عام 1946 بعنوان كاثرين. كانت الشخصية الرئيسية فتاة صغيرة تعيش في حظيرة خراف وتمضي عطلتها في سيدني. سافرت ماكينتير إلى أمريكا في مطلع الخمسينيات من القرن العشرين للقاء بالناشرين هناك، ولكي تتعرف على ذائقة القراءة للأطفال الأمريكيين. عززت نجاحاتها في أمريكا من مكانتها في أستراليا. نشرت طبعتان منقحتان أخريين من كاثرين في أستراليا في عامي 1958 و1963، وحظيت بتفاعل دافئ ووصفها النقاد في عام 1946 بأنها مذهلة، في حين أن ناقدًا في عام 1958 وصفها بأنها «أحد أروع الكتب الأسترالية التي تصدر خلال سنين. فالرسوم الحيوية المرحة للحيوانات الأليفة والناس والأماكن الشهيرة إضافة إلى نص مقفى بسلاسة تجعله إحدى الكتب المفضلة للقراء». واعتبر الكتاب من قبل كتاب موير تاريخ لكتب الأطفال في أستراليا «دون شك واحدًا من أروع كتب الأطفال الأسترالية خلال الفترة التي تلت الحرب مباشرة»، في حين وصفه قاموس السير الشخصية كتّاب الأطفال في القرن العشرين بأنه «وصف مباشر ومسل وخال من التعقيد لطفلة صغيرة «تعيش في أستراليا مع ألعابها وحيواناتها الأليفة ومعداتها» ترك أثرًا دائمًا وعالميًا» من بين كتب ماكينتير. 
من بين الكتب الأخرى غير القصصية التي صدرت بعد كاثرين كان صوف ويلي: قصة صوف أستراليا (1951) وجين تحب الصور (1959). زارت ماكينتير حظيرة خراف بالقرب من كولاك، نيو ساوث ويلز، لرسم مسودة لصوف ويلي التي أظهرت فيها أيضًا العملية التي تجري في مصانع الصوف وعملية تصنيع الثياب. كانت الكتب والصور قد ظهرت مسبقًا على شكل شريط في قسم الأطفال في صحيفة ذي إيج، وأضيفت ألوان لرسومات الكتاب. واعتبرها النقاد ممتازة و«مثقفة ومسلية ... مع صور معبرة» «رسمت بصورة مرحة وببساطة مع صور ملونة وأقل عدد من الكلمات. وبأنها تدمج بين المرح والمعلومات». أنتجت ماكينتير أيضًا ورقة مشروع عن الصوف لطلاب المدارس الابتدائية نشرت من قبل مكتب الصوف الأسترالي في عام 1953.
كان مصدر إلهام جين تحب الصور اهتمام ابنة ماكينتير بالفن، وأصدقاؤها الذين وجدوها غريبة الأطوار، ومن ثم انضموا إليها في الرسم. كان الهدف تعريف الأطفال بالرسم، وهو ما اعتبره النقاد «أمرًا مبهجًا» وأنه «كتاب مرح يحول الرسم إلى حالة من المرح» و«بنجاح فوري ... ومقاربة أصيلة ومحفزة للفن لمن ما يزال في سن صغيرة ... [مع] تقليل ناجح للكلمات في النص وللأسطر في الصور. و«الحيل السهلة» ستؤدي دون شك إلى لحظات مرحة حين يحاول الصغار تقليدها».
ساهم تدريب ماكينتير وخبرتها في الفن التجاري بصورة كبيرة في نجاحها كرسامة للأطفال. وماكينتير نفسها قالت إنه «يتعين أن تكون كتب الأطفال مبسطة، ومبسطة. والفكرة هي قول ما لا تعبر عنه الصور، والعكس صحيح. لقد نلت تدريبًا جيدًا ... في وكالة تسويق. وغالبًا ما كان هناك إنشان فقط أو ثلاث إنشات للتعبير عن منتج واستخدام رسوم».

### كتب صور قصصية
كان كتاب السيد دب الكوالا (1954) كتابًا آخر من كتب صور ماكنتير القصصية للأطفال الصغار، وكان الكتاب عن كوالا كبير في السن يزوره بصورة غير متوقعة دبّي كوالا صغيرين يعتقدان أنه عمهما. نال الكتاب مديحًا من قبل مجلس أستراليا لكتب الأطفال في جوائز العام 1955 نظرًا إلى «رسومه المضحكة والمحببة». رأى أحد النقاد أن «الصور، المرحة والبراقة شأنها شأن المشاغب الذي تصوره، أكثر إضحاكًا من القوافي». وكتب ناقد آخر أن «الأغاني الدعائية فيها من الموسيقى ما يجعلك ترغب بغنائها»، واقترح ناقد آخر أن «كتاب الصور المرح المقفى ... يدفعك إلى قراءته بصوت عال». ورأى ناقد في مجلة تايمز ليتراري سبليمينت أنه «ليس أفضل ما لدى ماكينتير، إلا أنه يبقى خارجًا عن المألوف. تقدم إليسابيث ماكينتير قصة صغيرة عن السيد دب الكوالا مع أبيات مقفاة ومؤثرة مع رسوماتها البراقة المعتادة».
ألفت ماكينتير رسومات لكتابي أطفال ألفا من قبل مؤلفين آخرين، ثلاث صيحات لغرنتر الخنزير الذي ألفته نورين شيلي (1959) وبيت القصة الذي ألفه روث فينر (1960)، ونشر كلاهما في أستراليا من قبل دار نشر أنغوس آند روبرتسون. دخل الكتابان في قائمة جائزة كتاب السنة للأطفال التي يشرف عليها مجلس كتب الأطفال في أستراليا: كتاب صور، التي منحت للمرة الأولى في عام 1956.